# Jeunes chrétiens combattants
Les Jeunes chrétiens combattants (JCC) sont un mouvement de résistance chrétien fondé en 1943 à l'initiative de l'Association catholique de la jeunesse française (ACJF). 

## Historique
La première manifestation factuelle d'une résistance spécifiquement catholique remonte au 16 novembre 1941 à Lyon avec la parution du premier cahier de Témoignage chrétien sous le titre « France, prends garde de perdre ton âme ». Entièrement rédigé par le père Gaston Fessard cet opuscule est sans ambigüité un appel à s'opposer au nazisme au nom des valeurs chrétiennes. Le premier titre envisagé est celui de Témoignage catholique mais à la suite de l'adhésion de protestants à l'équipe initiale des théologiens jésuites de la faculté de Fourvière, c'est l'adjectif chrétien qui est retenu. Ce premier cahier est suivi d'autres publications et autour de cette mouvance une véritable résistance catholique s'organise en région lyonnaise en liaison avec le groupe Combat d'Henri Frenay.
À la suite de l'instauration du Service du travail obligatoire (STO) le 7 mai 1942 de nombreux jocistes, déjà syndiqués à la Confédération générale du travail (CGT), sont incités à rejoindre les Francs-tireurs et partisans (FTP) dans la Résistance. Les dirigeants de la Jeunesse ouvrière chrétienne (JOC) en alertent l'Association catholique de la jeunesse française (ACJF). À la même époque Georges Bidault qui vient de succéder à Jean Moulin envisage de créer une Forces unies de la jeunesse patriotique (FUJP) mais y redoute l'hégémonie communiste des FTP. D'un commun accord il est alors décidé de fédérer tous les jeunes chrétiens engagés dans les réseaux de la Résistance. C'est donc à la suite de contacts avec Georges Bidault et Maurice-René Simonnet, dirigeant de la Jeunesse étudiante chrétienne proche du groupe lyonnais Témoignage chrétien, que René Laurin (Lassalle puis Schubert dans la Résistance) et Pierre Corval regroupent à cette fin les diverses composantes parisiennes de l’ACJF et du scoutisme catholique clandestin alors que Gilbert Dru fait de même à Lyon. Les JCC ainsi constitués rejoignent les Forces unies de la jeunesse patriotique (FUJP) en octobre 1943.

### LesJCCen région parisienne

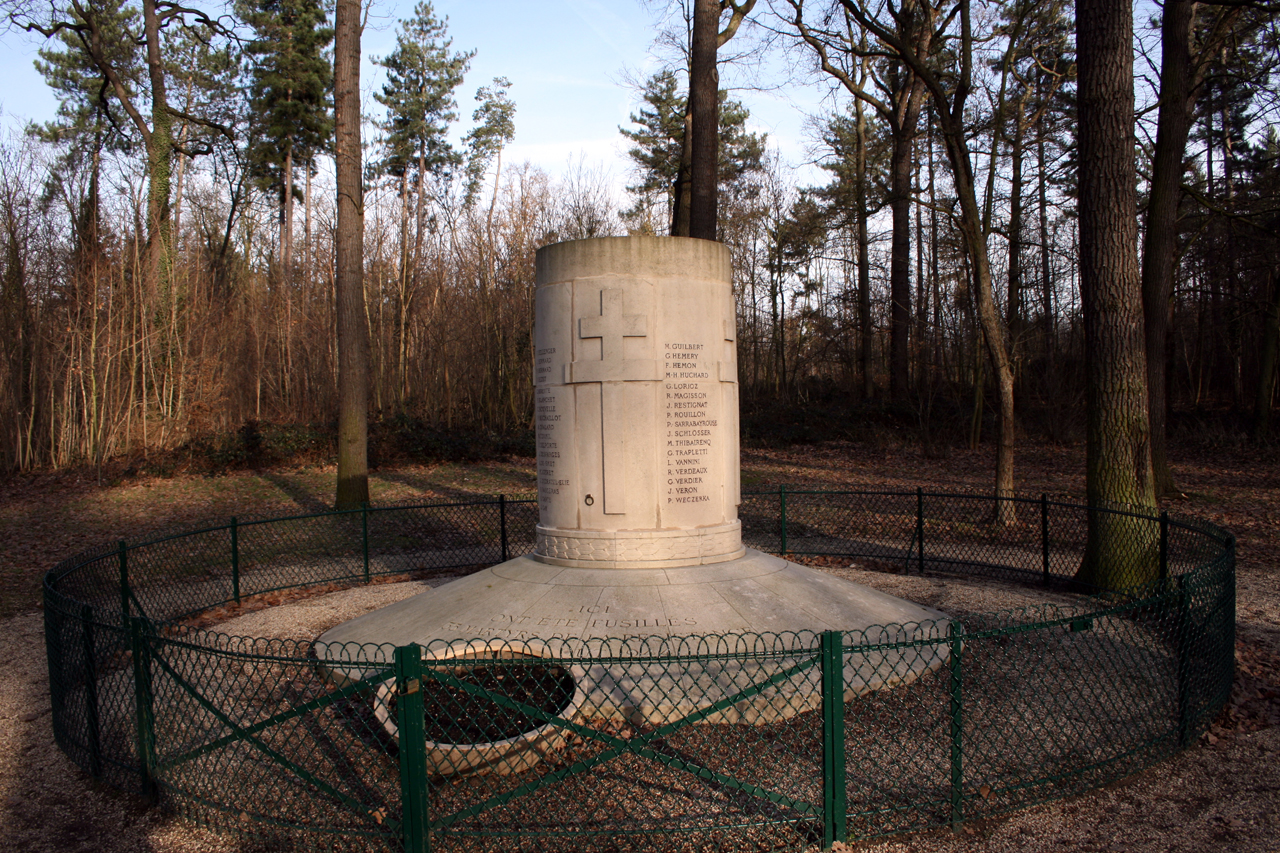
À la suite d'une réunion dans les locaux de Championnet des résistants parisiens tombent dans une embuscade près de la cascade du bois de Boulogne

À Paris le réseau se structure autour du patronage Championnet de la paroisse Sainte-Geneviève (18e) dont sont membres Pierre Corval et René Laurin. Le Bureau d'information et de presse (BIP) créé en avril 1942 par Jean Moulin est transféré dès octobre 1943 dans les locaux du patronage qui devient la véritable agence de presse clandestine de la zone occupée. Les locaux accueillent également les réunions régulières du conseil national de la Résistance (CNR) en zone occupée et celles du comité départemental de libération de Paris (comité parisien de libération) : l’association est à elle seule un véritable réseau avec des ramifications en province. Un groupe de ses membres mené par l'abbé Raymond Borme et Léo Hamon se distingue le 25 février 1944 en détruisant à main armée des dizaines de milliers de fiches du STO. À la suite d'une trahison 9 d'entre eux font partie des fusillés de la cascade du Bois de Boulogne. En liaison avec la branche jeunes de  l'organisation civile et militaire, les JCC participent activement à la libération de Paris.

### LesJCCen province
Cependant le mouvement semble s'être parfois structuré de façon plus précoce dans certaines villes de province. À Marseille un jeune professeur de lettres du Lycée Saint-Charles, Raymond Cayol, en prend la direction dès l'invasion de la zone sud en novembre 1942 et les groupes s’impliquent aussitôt dans la lutte armée. En 1944 les JCC participent à divers combats des maquis des Alpes, du Massif Central et du Nord.

## Notoriété
Maurice-René Simonnet, président de l'ACJF, représente au printemps 1944 les Forces unies de la jeunesse patriotique (FUJP) à l'assemblée consultative d'Alger en remplacement de René Laurin, initialement désigné.